# Villaverla
Villaverla är en ort och kommun i provinsen Vicenza i regionen Veneto i Italien. Kommunen hade 6 136 invånare (2018).